# Thorne Smith
Pour les articles homonymes, voir Smith.
Œuvres principales
- Examen critique de la pétrification, ou la vie nocturne des Dieux (The Night Life of the Gods, 1931)
- Ma femme est une sorcière (I Married a Witch, 1941)

Thorne Smith, né le 27 mars 1892 à Annapolis (Maryland) et mort le 21 juin 1934 à Sarasota (Floride), est un écrivain américain.

## Biographie
Né en 1892 dans une famille de militaires, il commence sa carrière d’écrivain à la fin de la Première Guerre mondiale dans Broadside, une gazette destinée aux soldats. Il avait quitté auparavant son emploi pour rejoindre les rangs de la United States Navy. Dans une série de courts textes humoristique, son personnage de recrue maladroite, nommé Biltmore Oswald, obtient un immense succès public. 
Démobilisé, Smith poursuit en parallèle à ses activités de publicitaire une carrière littéraire, délaissant assez vite la veine sombre pour s’orienter vers la satire des mœurs du moment. Après ce retour à la vie civile, son premier grand succès est Topper (1926), roman où un aimable employé de banque est sauvé de l’ennui des dimanches d’été par un couple de fantômes passablement plaisantins, George et Marion Kerby. Ce récit alliant humour et fantastique a bientôt une suite romanesque (Topper Takes a Trip, 1932), aussi bien que cinématographique ; l’adaptation la plus réussie demeurant Le Couple invisible (Topper), un film américain réalisé en 1937 par Norman Z. McLeod, qui met en scène Cary Grant et Constance Bennett dans les rôles des époux Kerby.
Dans les années qui suivent, Smith cultive avec un art grandissant ce mélange d’absurde, de fantastique, de critique sociale et de mélancolie urbaine qui n’appartient qu’à lui : échange d’identité entre maris et femmes, photographes qui deviennent invisibles, grands magasins saisis par la folie et l’anarchie, naufragés qui débarquent dans une colonie nudiste… Sans oublier les inventeurs imprudents qui s’essayent à la pétrification abusive de leurs commensaux et à la dépétrification des dieux antiques dans Examen critique de la pétrification, ou la vie nocturne des Dieux (The Night Life of The Gods, 1931).
Les personnages de Smith sont toujours, à un moment ou à un autre, arrachés à une vie ennuyeuse et saisis par les démons de l’hédonisme, de la plaisanterie, de la fête et de l’alcool. 
Smith a également écrit un roman policier, Did She Fall?, auquel Dashiell Hammett trouvait des qualités fitzgeraldiennes.
Il est emporté par un infarctus en 1934, sans avoir pu terminer son tout dernier roman, Ma femme est une sorcière (The Passionate Witch), lequel, achevé par Norman H. Matson, est publié en 1941 et brillamment adapté au cinéma par René Clair en 1942.

## Œuvre

### Romans
- Topper (1926), aussi paru sous le titre The Jovial Ghosts
- Dream's End (1927)
- The Stray Lamb (1929)
- Did She Fall? (1930) - un roman policier
- The Night Life of the Gods (1931) Publié en français sous le titre Examen critique de la pétrification, ou la vie nocturne des Dieux, traduit par Anne-Sylvie Homassel, Paris, Éditions L'Œil d'or, coll. « Fictions & fantaisies », 2010  (ISBN 978-2-913661-35-6)
- Turnabout (1931)
- The Bishop's Jaegers (1932)
- Rain in the Doorway (1933)
- Skin and Bones (1933)
- The Glorious Pool (1934)
- The Passionate Witch (1941), roman posthume achevé par Norman H. Matson Publié en français sous le titre Ma femme est une sorcière, traduit par Yves Maurion, Paris, Éditions Aillaud, Bastos et Cie, coll. « Les deux sirènes », 1946 ; nouvelle traduction sous le même titre par Anne-Sylvie Homassel, Paris, Éditions Terre de Brume, coll. « Terres mystérieuses », 2005  (ISBN 2-84362-266-2)

### Ouvrage de littérature d'enfance et de jeunesse
- Lazy Bear Lane (1931)

### Recueils de nouvelles

#### SérieBiltmore Oswald
- Biltmore Oswald: The Diary of a Hapless Recruit (1918)
- Out O' Luck: Biltmore Oswald Very Much at Sea (1919)

### Poésie
- Haunts and Bypaths (1919)

## Adaptations au cinéma
- 1937 : Le Couple invisible (Topper), film américain réalisé par Norman Z. McLeod
- 1937 : Fantômes en croisière (Topper Takes a Trip), film américain réalisé par Norman Z. McLeod
- 1940 : Changeons de sexe (Turnabout), film américain  réalisé par Hal Roach
- 1941 : Le Retour de Topper (Topper Returns), film américain réalisé par Roy Del Ruth
- 1942 : Ma femme est une sorcière (I Married a Witch), film américain réalisé par René Clair